# Superpuchar Łotwy w piłce siatkowej mężczyzn (2020/2021)
Superpuchar Łotwy w piłce siatkowej mężczyzn 2021 – pierwsza edycja rozgrywek o Superpuchar Łotwy zorganizowana przez Łotewski Związek Piłki Siatkowej, rozegrana 22 lutego 2021 roku w Olimpijskim Centrum Sportowym (Olimpiskais Sporta centrs) w Rydze. W meczu o Superpuchar udział wzięły dwa kluby: najlepsza łotewska drużyna w lidze bałtyckiej w sezonie 2019/2020 – SK Jēkabpils Lūši oraz zdobywca Pucharu Łotwy 2019 – RTU Robežsardze/Jūrmala.
Zdobywcą Superpucharu Łotwy został SK Jēkabpils Lūši. Najlepszymi zawodnikami spotkania wybrani zostali Łotysz Pāvels Jemeļjanovs i Ukrainiec Witalij Szczytkow.
Zgodnie z obowiązującymi na terenie Łotwy restrykcjami mecz odbył się bez udziału publiczności.

## Drużyny uczestniczące
| Drużyna                 | Osiągnięcia w sezonie 2019/2020                            |
| ----------------------- | ---------------------------------------------------------- |
| SK Jēkabpils Lūši       | najlepsza łotewska drużyna w lidze bałtyckiej (4. miejsce) |
| RTU Robežsardze/Jūrmala | zdobycie Pucharu Łotwy                                     |

## Mecz
Niedziela, 21 lutego 2021 – 19:30 (UTC+2) • Olimpiskais Sporta centrs, Ryga
Widzów: 0
Czas trwania meczu: 128 minut
Sędziowie: Ilja Minins i Salvis Kurtišs
| RTU Robežsardze/Jūrmala    | 2:3                                        | SK Jēkabpils Lūši     |
| Aleksandrs Avdejevs 20 pkt | (26:24, 23:25, 18:25, 25:19, 11:15) raport | Kristaps Šmits 26 pkt |

| Poz.                 | Nr | Zawodnik            | 1           | 2           | 3           | 4           | 5           | Pkt |
| -------------------- | -- | ------------------- | ----------- | ----------- | ----------- | ----------- | ----------- | --- |
| R                    | 5  | Witalij Szczytkow   | 6 trzy      | 6 trzy      | 6 trzy      | 5 dwa       | 5 dwa       | 3   |
| P                    | 10 | Patriks Pinka       | 4 jeden     | 4 jeden     | 4 jeden     | 9 sześć     | 9 sześć     | 16  |
| Ś                    | 14 | Jēkabs Dzenis       | 8 pięć      | 8 pięć      | 8 pięć      | 7 cztery    | 7 cztery    | 8   |
| Ś                    | 15 | Edgars Šimanskis    | 5 dwa       | 5 dwa       | 5 dwa       | 4 jeden     | 4 jeden     | 5   |
| A                    | 17 | Renārs Jansons      | 9 sześć     | 9 sześć     | 9 sześć     | 8 pięć      | 8 pięć      | 18  |
| P                    | 19 | Aleksandrs Avdejevs | 7 cztery    | 7 cztery    | 7 cztery    | 6 trzy      | 6 trzy      | 20  |
| L                    | 1  | Ingars Ivanovs      | L           | L           | L           | L           | L           |     |
| Zmiany               |    |                     |             |             |             |             |             |     |
| R                    | 7  | Vladimirs Visockis  | 23 zmiana14 |             |             | 23 zmiana14 | 23 zmiana14 |     |
| A                    | 9  | Gatis Garklāvs      | 14 zmiana5  | 23 zmiana14 | 26 zmiana17 | 4 pusty     | 4 pusty     |     |
| Ś                    | 11 | Nicolás Matz        |             |             | 24 zmiana15 | 4 pusty     | 4 pusty     | 1   |
| Nie weszli na boisko |    |                     |             |             |             |             |             |     |
| P                    | 4  | Roberts Kļaviņš     |             |             |             | 4 pusty     | 4 pusty     |     |
| P                    | 6  | Aivis Āboliņš       |             |             |             | 4 pusty     | 4 pusty     |     |
| Trener               |    |                     |             |             |             |             |             |     |
| Raimonds Vilde       |    |                     |             |             |             |             |             |     |

| Poz.                 | Nr | Zawodnik             | 1           | 2           | 3           | 4           | 5          | Pkt |
| -------------------- | -- | -------------------- | ----------- | ----------- | ----------- | ----------- | ---------- | --- |
| R                    | 2  | Edvīns Skrūders      | 6 trzy      | 4 jeden     | 5 dwa       | 4 jeden     | 4 jeden    | 3   |
| P                    | 5  | Armands Āboliņš      | 7 cztery    | 5 dwa       | 6 trzy      | 5 dwa       | 5 dwa      | 10  |
| P                    | 8  | Kristaps Šmits       | 4 jeden     | 8 pięć      | 9 sześć     | 8 pięć      | 8 pięć     | 26  |
| Ś                    | 11 | Zigurds Adamovičs    | 5 dwa       | 9 sześć     | 4 jeden     | 9 sześć     | 9 sześć    | 5   |
| Ś                    | 15 | Vladislavs Blumbergs | 8 pięć      | 6 trzy      | 7 cztery    | 6 trzy      | 6 trzy     | 7   |
| A                    | 25 | Pāvels Jemeļjanovs   | 9 sześć     | 7 cztery    | 8 pięć      | 7 cztery    | 7 cztery   | 25  |
| L                    | 13 | Dāvis Melnis         | L           | L           | L           | L           | L          |     |
| Zmiany               |    |                      |             |             |             |             |            |     |
| P                    | 3  | Jānis Medenis        |             | 34 zmiana25 |             | 4 pusty     | 14 zmiana5 |     |
| A                    | 6  | Kristers Dardzāns    |             |             |             | 11 zmiana2  | 4 pusty    |     |
| Ś                    | 7  | Gustavs Freimanis    |             |             |             | 14 zmiana5  | 4 pusty    |     |
| P                    | 17 | Ēriks Voroņko        | 20 zmiana11 |             | 20 zmiana11 | 4 pusty     | 4 pusty    |     |
| R                    | 24 | Edgars Kalnozols     |             |             |             | 34 zmiana25 | 4 pusty    |     |
| Nie weszli na boisko |    |                      |             |             |             |             |            |     |
| L                    | 33 | Dāniels Dunaiskis    |             |             |             | 4 pusty     | 4 pusty    |     |
| Trener               |    |                      |             |             |             |             |            |     |
| Mārcis Obrumans      |    |                      |             |             |             |             |            |     |

## Statystyki meczowe
| RTU | STATYSTYKI        | JĒK |
| 103 | MAŁE PUNKTY       | 108 |
| 59  | ATAK              | 60  |
| 9   | BLOK              | 11  |
| 3   | SERWIS            | 5   |
| 32  | BŁĘDY PRZECIWNIKA | 32  |

## Wyjściowe ustawienie drużyn
| Pinka Šimanskis Szczytkow Avdejevs Dzenis Jansons Ivanovs Šmits Adamovičs Skrūders Āboliņš Blumbergs Jemeļjanovs Melnis |